# 江苏省常州监狱
江苏省常州监狱，是中华人民共和国江苏省的25所监狱之一，地处江苏省常州市下辖的溧阳市、金坛区交界处，属江苏省监狱管理局管辖，是江苏省押犯规模最大的监狱。

## 简介
常州监狱建于1952年初，始称竹箦农场，总面积2284公顷，1970年在原竹箦农场的基础上扩建煤矿，改称竹箦煤矿，1984年改为江苏省第七劳动改造管教支队，1994年更为现名。常州监狱下设5个监区，其中丫髻山监区、女子监区、医院监区和监狱机关位于溧阳市竹箦镇北部竹箦煤矿，竹箦监区位于竹箦镇西部竹箦煤矿茶场，薛埠监区位于常州市金坛区薛埠镇东南部东港。或说，现有六个关押点，东西相距35公里，南北相隔15公里。总面积2284公顷。
位于溧阳市竹箦镇境内北部的区域以常州监狱之名，列为中华人民共和国江苏省常州市溧阳市下辖的一个类似乡级单位。北与句容市、金坛区相邻。

## 交通
公交：
- 金坛257路(竹箦)：金坛北站－东港－竹箦煤矿（丫髻山监区、女子监区、监狱机关）
- 溧阳220路：竹箦客运站－竹箦煤矿（医院监区、常州监狱医院、监狱机关、女子监区、丫髻山监区）
- 溧阳221路：竹箦客运站－茶场－瓦屋山站

长途汽车：
- 常州－茶场：常州花园汽车站－东港－竹箦煤矿－茶场
- 镇江－茶场：镇江汽车站－竹箦煤矿－茶场